# Санта-Мария-ди-Жетиба
Санта-Мария-ди-Жетиба (порт. Santa Maria de Jetibá)  —  муниципалитет в Бразилии, входит в штат Эспириту-Санту. Составная часть мезорегиона Центр штата Эспириту-Санту. Входит в экономико-статистический  микрорегион Санта-Тереза. Население составляет 32 844 человека на 2006 год. Занимает площадь 735,552 км². Плотность населения — 44,7 чел./км².

## История
Город основан 6 мая 1988 года.

## Статистика
- Валовой внутренний продукт на 2003 составляет 151.245.285,00 реалов (данные: Бразильский институт географии и статистики).
- Валовой внутренний продукт на душу населения на 2003 составляет 4.882,50 реалов (данные: Бразильский институт географии и статистики).
- Индекс развития человеческого потенциала на 2000 составляет 0,824 (elevado) (данные: Программа развития ООН).

## География
Климат местности: горный тропический.